# Lista över fornlämningar i Nyköpings kommun (Bärbo)
Lista över fornlämningar i Nyköpings kommun (Bärbo) är en förteckning av ett urval av de fornlämningar som finns i Bärbo i Nyköpings kommun.
| Namn                     | Lämningstyp  | Tillkomsttid | Historisk indelning | Plats                          | Läge                 | ID-nr          | Bild                                      |
| ------------------------ | ------------ | ------------ | ------------------- | ------------------------------ | -------------------- | -------------- | ----------------------------------------- |
| Bärbo 4:1                | Gravfält     |              | Bärbo, Södermanland |                                | 58.813438, 16.923811 | 10031600040001 | Ladda upp en bild av detta fornminne      |
| Bärbo 5:1                | Gravfält     |              | Bärbo, Södermanland |                                | 58.810551, 16.925735 | 10031600050001 | Ladda upp en bild av detta fornminne      |
| Kappla källa (Bärbo 6:1) | Kyrka/kapell |              | Bärbo, Södermanland |                                | 58.807070, 16.918044 | 10031600060001 | Ladda upp en till bild av detta fornminne |
| Bärbo 7:1                | Stensättning |              | Bärbo, Södermanland |                                | 58.817534, 16.907259 | 10031600070001 | Ladda upp en bild av detta fornminne      |
| Bärbo 9:1                | Stensättning |              | Bärbo, Södermanland |                                | 58.808755, 16.870398 | 10031600090001 | Ladda upp en bild av detta fornminne      |
| Bärbo 9:2                | Stensättning |              | Bärbo, Södermanland |                                | 58.808815, 16.870609 | 10031600090002 | Ladda upp en bild av detta fornminne      |
| Bärbo 10:1               | Gravfält     |              | Bärbo, Södermanland |                                | 58.812354, 16.883453 | 10031600100001 | Ladda upp en bild av detta fornminne      |
| Bärbo 14:1               | Hög          |              | Bärbo, Södermanland |                                | 58.822892, 16.880028 | 10031600140001 | Ladda upp en bild av detta fornminne      |
| Bärbo 15:1               | Gravfält     |              | Bärbo, Södermanland |                                | 58.822477, 16.878656 | 10031600150001 | Ladda upp en bild av detta fornminne      |
| Bärbo 16:1               | Gravfält     |              | Bärbo, Södermanland |                                | 58.831133, 16.881859 | 10031600160001 | Ladda upp en bild av detta fornminne      |
| Bärbo 22:1               | Stensättning |              | Bärbo, Södermanland |                                | 58.820262, 16.856604 | 10031600220001 | Ladda upp en bild av detta fornminne      |
| Bärbo 22:2               | Stensättning |              | Bärbo, Södermanland |                                | 58.820185, 16.856358 | 10031600220002 | Ladda upp en bild av detta fornminne      |
| Bärbo 22:3               | Stensättning |              | Bärbo, Södermanland |                                | 58.820241, 16.856170 | 10031600220003 | Ladda upp en bild av detta fornminne      |
| Bärbo 22:4               | Stensättning |              | Bärbo, Södermanland |                                | 58.820628, 16.856191 | 10031600220004 | Ladda upp en bild av detta fornminne      |
| Bärbo 25:1               | Hög          |              | Bärbo, Södermanland |                                | 58.850697, 16.873328 | 10031600250001 | Ladda upp en bild av detta fornminne      |
| Bärbo 26:1               | Gravfält     |              | Bärbo, Södermanland |                                | 58.846877, 16.833368 | 10031600260001 | Ladda upp en bild av detta fornminne      |
| Bärbo 27:1               | Stensättning |              | Bärbo, Södermanland |                                | 58.857852, 16.819740 | 10031600270001 | Ladda upp en bild av detta fornminne      |
| Bärbo 27:2               | Stensättning |              | Bärbo, Södermanland |                                | 58.857757, 16.819728 | 10031600270002 | Ladda upp en bild av detta fornminne      |
| Bärbo 27:3               | Stensättning |              | Bärbo, Södermanland |                                | 58.857946, 16.819684 | 10031600270003 | Ladda upp en bild av detta fornminne      |
| Bärbo 27:4               | Stensättning |              | Bärbo, Södermanland |                                | 58.857904, 16.819439 | 10031600270004 | Ladda upp en bild av detta fornminne      |
| Bärbo 28:1               | Gravfält     |              | Bärbo, Södermanland |                                | 58.854334, 16.830699 | 10031600280001 | Ladda upp en bild av detta fornminne      |
| Bärbo 30:1               | Stensättning |              | Bärbo, Södermanland |                                | 58.848718, 16.827951 | 10031600300001 | Ladda upp en bild av detta fornminne      |
| Bärbo 31:1               | Gravfält     |              | Bärbo, Södermanland |                                | 58.853835, 16.814528 | 10031600310001 | Ladda upp en bild av detta fornminne      |
| Bärbo 32:1               | Gravfält     |              | Bärbo, Södermanland |                                | 58.816582, 16.931965 | 10031600320001 | Ladda upp en bild av detta fornminne      |
| Bärbo 33:1               | Gravfält     |              | Bärbo, Södermanland |                                | 58.812653, 16.932269 | 10031600330001 | Ladda upp en bild av detta fornminne      |
| Bärbo 34:1               | Stensättning |              | Bärbo, Södermanland |                                | 58.812396, 16.930604 | 10031600340001 | Ladda upp en bild av detta fornminne      |
| Bärbo 34:2               | Stensättning |              | Bärbo, Södermanland |                                | 58.812132, 16.930849 | 10031600340002 | Ladda upp en bild av detta fornminne      |
| Bärbo 34:3               | Stensättning |              | Bärbo, Södermanland |                                | 58.812429, 16.930814 | 10031600340003 | Ladda upp en bild av detta fornminne      |
| Bärbo 35:1               | Hög          |              | Bärbo, Södermanland |                                | 58.811373, 16.933422 | 10031600350001 | Ladda upp en bild av detta fornminne      |
| Bärbo 38:1               | Gravfält     |              | Bärbo, Södermanland |                                | 58.820261, 16.926488 | 10031600380001 | Ladda upp en bild av detta fornminne      |
| Bärbo 39:1               | Hög          |              | Bärbo, Södermanland |                                | 58.819561, 16.926577 | 10031600390001 | Ladda upp en bild av detta fornminne      |
| Bärbo 40:1               | Gravfält     |              | Bärbo, Södermanland |                                | 58.826265, 16.915053 | 10031600400001 | Ladda upp en bild av detta fornminne      |
| Bärbo 40:2               | Runristning  |              | Bärbo, Södermanland |                                | 58.825687, 16.916052 | 10031600400002 | Ladda upp en till bild av detta fornminne |
| Bärbo 42:1               | Stensättning |              | Bärbo, Södermanland |                                | 58.827223, 16.895125 | 10031600420001 | Ladda upp en bild av detta fornminne      |
| Bärbo 43:1               | Gravfält     |              | Bärbo, Södermanland |                                | 58.830267, 16.890333 | 10031600430001 | Ladda upp en bild av detta fornminne      |
| Bärbo 44:1               | Hög          |              | Bärbo, Södermanland |                                | 58.830571, 16.888738 | 10031600440001 | Ladda upp en bild av detta fornminne      |
| Bärbo 44:2               | Hög          |              | Bärbo, Södermanland |                                | 58.830481, 16.888803 | 10031600440002 | Ladda upp en bild av detta fornminne      |
| Bärbo 45:1               | Gravfält     |              | Bärbo, Södermanland |                                | 58.829668, 16.892912 | 10031600450001 | Ladda upp en bild av detta fornminne      |
| Bärbo 46:1               | Gravfält     |              | Bärbo, Södermanland |                                | 58.828376, 16.891215 | 10031600460001 | Ladda upp en bild av detta fornminne      |
| Bärbo 50:1               | Röse         |              | Bärbo, Södermanland |                                | 58.852089, 16.834834 | 10031600500001 | Ladda upp en bild av detta fornminne      |
| Bärbo 52:1               | Gravfält     |              | Bärbo, Södermanland |                                | 58.856532, 16.812973 | 10031600520001 | Ladda upp en bild av detta fornminne      |
| Bärbo 53:1               | Stensättning |              | Bärbo, Södermanland |                                | 58.853364, 16.813429 | 10031600530001 | Ladda upp en bild av detta fornminne      |
| Bärbo 54:1               | Stensättning |              | Bärbo, Södermanland |                                | 58.854838, 16.811684 | 10031600540001 | Ladda upp en bild av detta fornminne      |
| Bärbo 55:1               | Stensättning |              | Bärbo, Södermanland |                                | 58.846007, 16.833339 | 10031600550001 | Ladda upp en bild av detta fornminne      |
| Bärbo 56:1               | Gravfält     |              | Bärbo, Södermanland |                                | 58.852226, 16.836405 | 10031600560001 | Ladda upp en bild av detta fornminne      |
| Bärbo 57:1               | Stensättning |              | Bärbo, Södermanland |                                | 58.852146, 16.837962 | 10031600570001 | Ladda upp en bild av detta fornminne      |
| Bärbo 58:1               | Stensättning |              | Bärbo, Södermanland |                                | 58.825466, 16.924154 | 10031600580001 | Ladda upp en bild av detta fornminne      |
| Bärbo 59:1               | Stensättning |              | Bärbo, Södermanland |                                | 58.829062, 16.922864 | 10031600590001 | Ladda upp en bild av detta fornminne      |
| Bärbo 62:1               | Stensättning |              | Bärbo, Södermanland |                                | 58.818204, 16.918303 | 10031600620001 | Ladda upp en bild av detta fornminne      |
| Bärbo 62:2               | Stensättning |              | Bärbo, Södermanland |                                | 58.818076, 16.918435 | 10031600620002 | Ladda upp en bild av detta fornminne      |
| Bärbo 62:3               | Stensättning |              | Bärbo, Södermanland |                                | 58.817984, 16.918551 | 10031600620003 | Ladda upp en bild av detta fornminne      |
| Bärbo 63:1               | Stensättning |              | Bärbo, Södermanland |                                | 58.810843, 16.913576 | 10031600630001 | Ladda upp en bild av detta fornminne      |
| Bärbo 65:1               | Gravfält     |              | Bärbo, Södermanland |                                | 58.848741, 16.875982 | 10031600650001 | Ladda upp en bild av detta fornminne      |
| Bärbo 67:1               | Stensättning |              | Bärbo, Södermanland |                                | 58.811604, 16.884383 | 10031600670001 | Ladda upp en bild av detta fornminne      |
| Bärbo 67:2               | Stensättning |              | Bärbo, Södermanland |                                | 58.811234, 16.885039 | 10031600670002 | Ladda upp en bild av detta fornminne      |
| Bärbo 68:1               | Stensättning |              | Bärbo, Södermanland |                                | 58.817002, 16.865666 | 10031600680001 | Ladda upp en bild av detta fornminne      |
| Bärbo 70:1               | Stensättning |              | Bärbo, Södermanland |                                | 58.819945, 16.910115 | 10031600700001 | Ladda upp en bild av detta fornminne      |
| Bärbo 71:1               | Stensättning |              | Bärbo, Södermanland |                                | 58.821181, 16.909750 | 10031600710001 | Ladda upp en bild av detta fornminne      |
| Bärbo 82:1               | Gravfält     |              | Bärbo, Södermanland |                                | 58.830041, 16.889143 | 10031600820001 | Ladda upp en bild av detta fornminne      |
| Bärbo 83:1               | Stensättning |              | Bärbo, Södermanland |                                | 58.825305, 16.913968 | 10031600830001 | Ladda upp en bild av detta fornminne      |
| Bärbo 83:3               | Stensättning |              | Bärbo, Södermanland |                                | 58.825285, 16.914695 | 10031600830003 | Ladda upp en till bild av detta fornminne |
| Sö 162 (Bärbo 87)        | Runristning  |              | Bärbo, Södermanland | Täckhammar (urspr. Råby kyrka) | 58.826349, 16.914867 | 12000000051890 | Ladda upp en till bild av detta fornminne |
| Sö 161 (Bärbo 88)        | Runristning  |              | Bärbo, Södermanland | Täckhammar (urspr. Råby kyrka) | 58.826232, 16.915028 | 12000000051891 | Ladda upp en till bild av detta fornminne |
| Sö 160 (Bärbo 89)        | Runristning  |              | Bärbo, Södermanland | Täckhammar (urspr. Råby kyrka) | 58.826040, 16.915070 | 12000000051892 | Ladda upp en till bild av detta fornminne |